# Piława Dolna

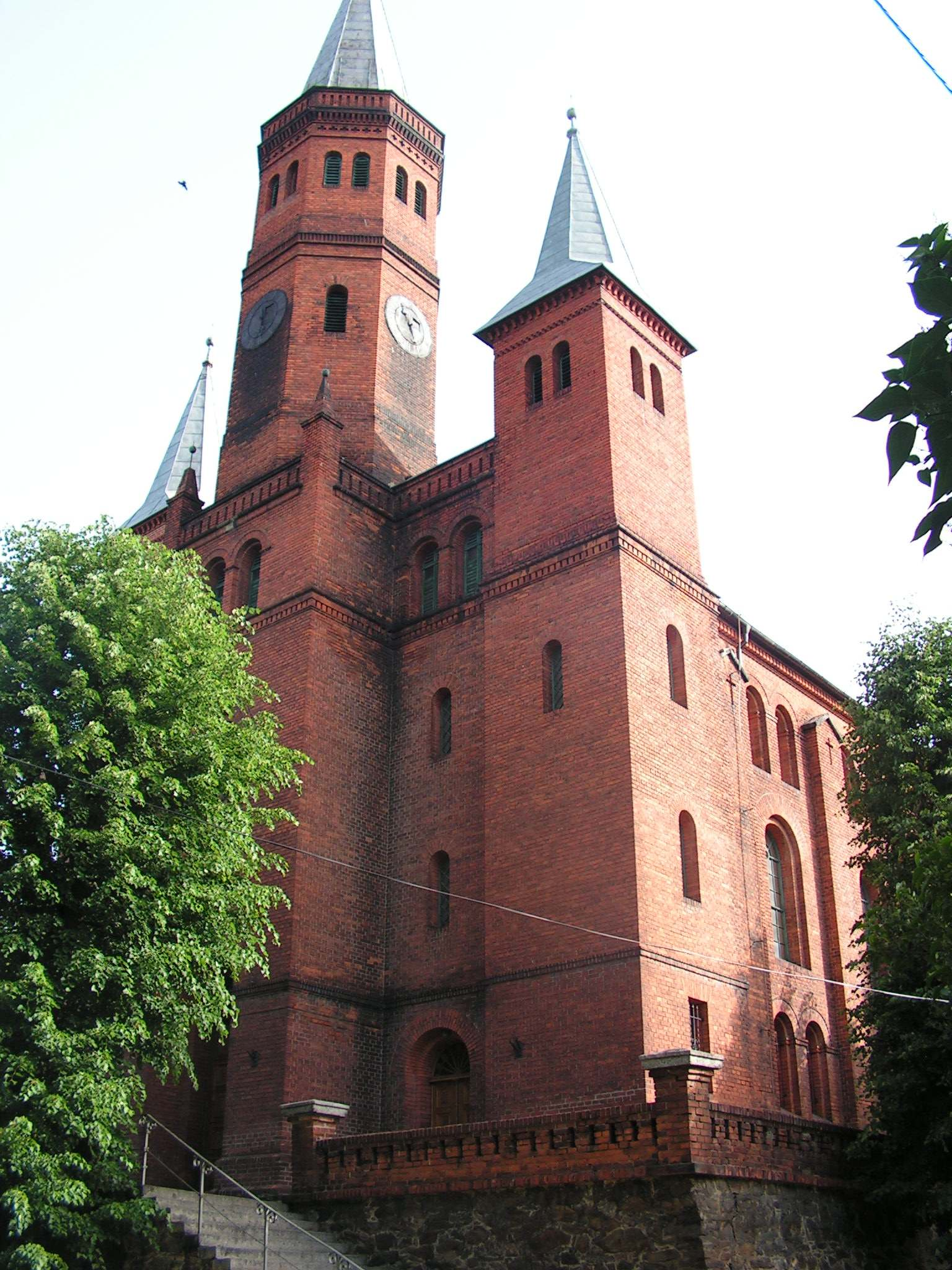
Ehemals evangelische, jetzt katholische Kirche

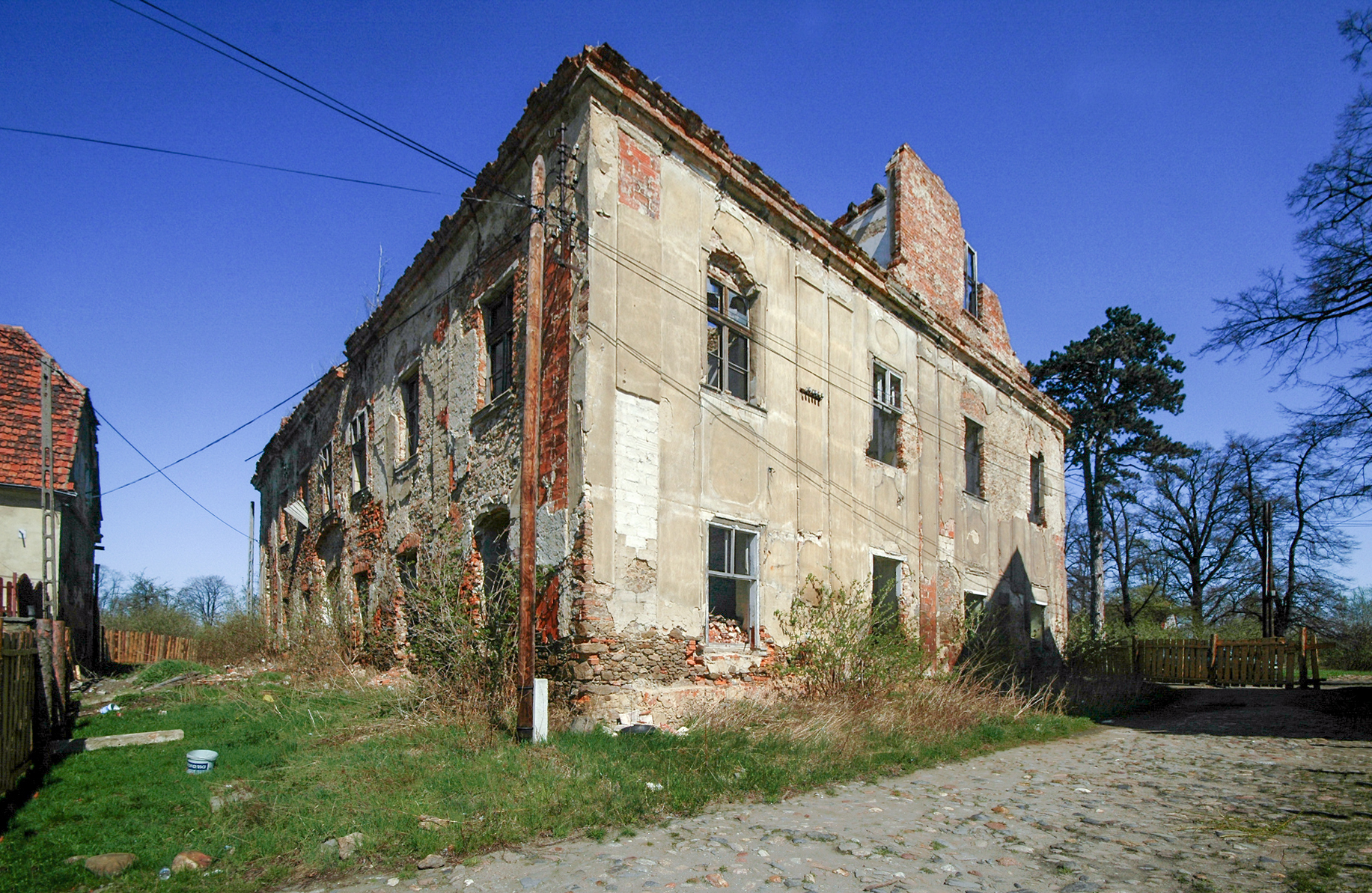
2009: Ruine des Schlosses Nieder Peilau

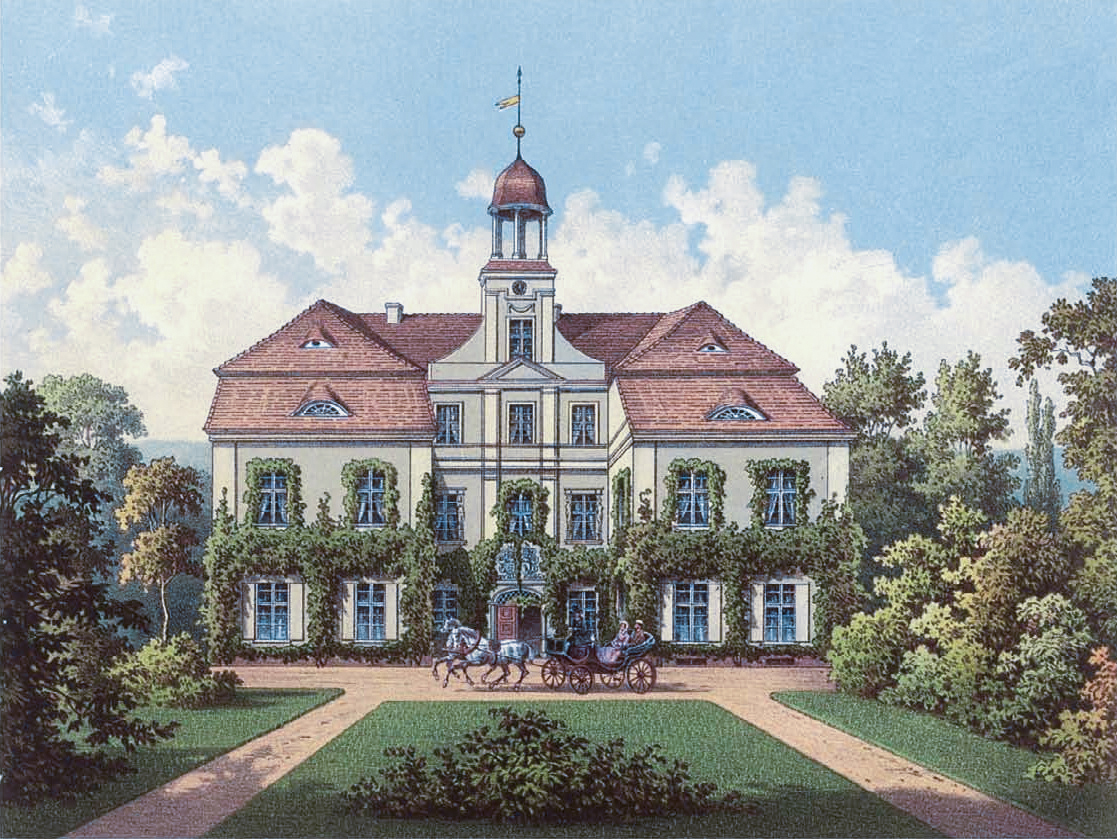
1815: Schloss Nieder Peilau

Piława Dolna (deutsch Nieder Peilau) ist ein Ort in der Landgemeinde Dzierżoniów im Powiat Dzierżoniowski der Woiwodschaft Niederschlesien in Polen. Es liegt vier Kilometer südöstlich von Dzierżoniów (Reichenbach).

## Geographie
Piława Dolna liegt im östlichen Vorland des Eulengebirges, am rechten Ufer der Piława/Peilau. Durch den Ort verläuft die Woiwodschaftsstraße 382, die von Paczków (Patschkau) nach Świdnica (Schweidnitz) führt.
Nachbarorte Piława Dolna sind Sobieszyn (Höfendorf) im Norden, Dobrocin (Güttmannsdorf) und Roztocznik (Olbersdorf) im Nordosten, Kosmin (Schobergrund) und Piława Górna (Ober Peilau) im Südosten, Owiesno (Habendorf) im Süden, Bielawa (Langenbielau) im Südwesten und Pieszyce (Peterswaldau) im Westen.

## Geschichte
Piława Dolna ist das nördlichste Dorf der ehemaligen Peilaudörfer, die im Laufe ihrer Geschichte zu unterschiedlichen Grundherren bzw. politischen Gemeinden gehörten. Es wurde vermutlich vor 1230 oder früher gegründet und als „Pilavia inferior“ erstmals 1335 mit einer Kirche erwähnt. Damals gehörte es zum Herzogtum Schweidnitz-Jauer und war im Besitz des Franz von Peterswaldau. Nach dem Tod des Herzogs Bolko II. 1368 fiel es zusammen mit dem Herzogtum Schweidnitz-Jauer 1368 erbrechtlich an den böhmischen König Wenzel, der ein Sohn der Königin Anna von Schweidnitz war. Allerdings stand Bolkos II. Witwe, der Herzogin Agnes von Habsburg ein lebenslanger Nießbrauch zu. 1598 soll Nieder Peilau im Besitz des Niclas von Gregersdorf gewesen sein. Für das Jahr 1686 sind die Brüder Carl Heinrich und Joachim Ernst von Netz belegt, denen 1710 Wenzel Sigismund von Seidlitz folgte, der mit Anna Barbara von Sandretzky verheiratet war. Er errichtete 1718 an der Stelle eines Vorgängerbaus ein barockes Schloss. 1725 war Nieder Peilau im Besitz des Ernst Julius Sigismund von Seidlitz (1695–1766), der 1742 in Ober Peilau die Herrnhuter Brüdergemeine Kolonie Gnadenfrei begründete.
Ebenfalls 1742 war das böhmische Erbfürstentum Schweidnitz-Jauer zusammen mit fast ganz Schlesien nach dem Ersten Schlesischen Krieg an Preußen gefallen. 1744/45 war im Schloss Nieder Peilau vorübergehend das von Polycarp Müller gegründete adlige Pädagogium und theologisches Seminar.der Brüdergemeine untergebracht, das anschließend nach Urschkau verlegt wurde. 1754 gelangte Karl Wilhelm von Tschirschky an die Herrschaft Nieder Peilau, die 1808 von dem Handelsherrn Riedel erworben wurde, der das Schloss um einen Turm erweiterte. Während der Reichenbacher Verhandlungen um ein antinapoleonisches Bündnis zwischen Preußen und Österreich 1813 wohnte im Schloss Nieder Peilau der preußische Staatskanzler Karl August von Hardenberg.
Nach der Neugliederung Preußens wurde Nieder Peilau 1816 dem Landkreis Reichenbach eingegliedert. 1840 gelangte es an den Riedel’schen Schwiegersohn Rupprecht, der sich Verdienste um bessere Methoden in der Vieh- und Landwirtschaft erwarb. 1874 wurde der Amtsbezirk Nieder Peilau Schlössel (Nr. 27) gebildet, zu dem die Landgemeinden Nieder Mittel Peilau und Nieder Peilau Schlössel sowie die Gutsbezirke Höfendorf, Nieder Mittel Peilau und Peilau Schlösselhof gehörten. 1938 wurden die Landgemeinden Mittel Peilau, Nieder Mittel Peilau und Nieder Peilau Schlössel zur Gemeinde Peilau zusammengeschlossen.
Als Folge des Zweiten Weltkriegs fiel Nieder Peilau 1945 an Polen und wurde in Piława Dolna umbenannt. Die deutsche Bevölkerung wurde, soweit sie nicht schon vorher geflohen war, 1946 vertrieben. Die neu angesiedelten Bewohner waren teilweise Zwangsumgesiedelte aus Ostpolen, das an die Sowjetunion gefallen war. 1975–1998 gehörte Piława Dolna zur Woiwodschaft Wałbrzych (Waldenburg).

## Verkehr
Der frühere Bahnhof an der Bahnstrecke Katowice–Legnica ist stillgelegt.

## Sehenswürdigkeiten
- Das Schloss Nieder Peilau wurde 1718 durch Wenzel Sigismund von Seidlitz und dessen Ehefrau Anna Barbara von Sandretzky errichtet und mehrmals umgebaut und erweitert. Im 19. Jahrhundert wurde ein Schlosspark angelegt. Nach dem Übergang an Polen 1945 wurde es zunächst für Wohnzwecke genutzt und später dem Verfall preisgegeben.
- Die erstmals 1335 erwähnte St.-Katharina-Kirche wurde im 16. Jahrhundert neu errichtet.
- Die ehemals evangelische (rote) Kirche wurde 1882 errichtet. Seit 1947 dient sie als katholisches Gotteshaus.